# Spencerian Script

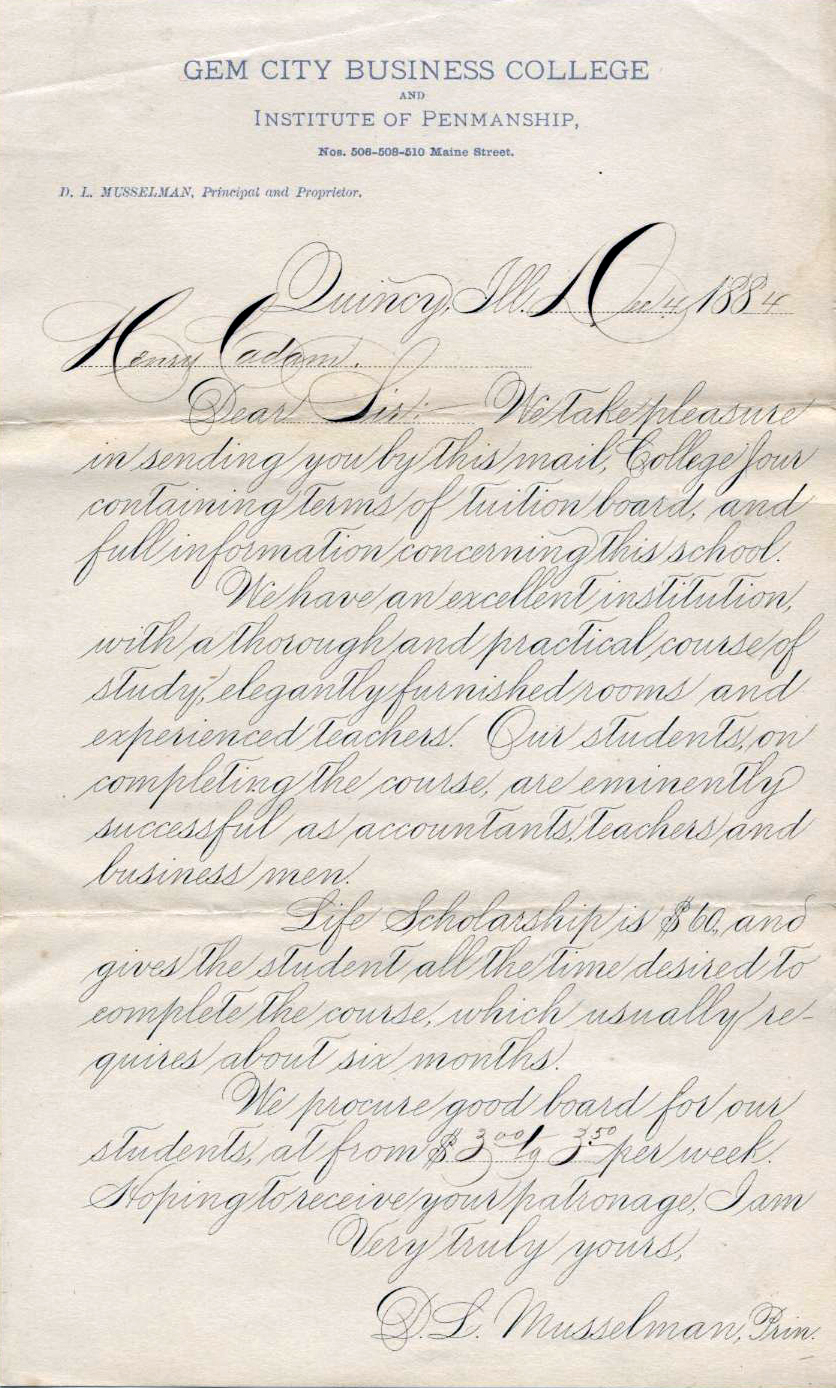
Klassiskt exempel på Spencerian Script från 1884

Coca-Colas logga är från slutet av 1800-talet och består bara av bokstäver från den spencerska skrivstilen. Det som idag kan uppfattas som en mycket karaktäristisk stil, var på sin tid mycket vanlig.

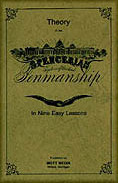
P.R. Spencers bok, utgiven 1866

Spencerian Script är en skrivstil som skapades av Platt Rogers Spencer. Spencer hade en idé om att Amerika behövde en skrivstil som kunde tillgodose såväl affärskorrespendens som individuellt skrivande genom att kunna skrivas snabbt, vara lätt att läsa och samtidigt vara elegant.
Spencerian Script utvecklades 1840 och började snart att läras ut av Spencer som själv startade en skola, Platt R. Spencer School, för att undervisa i användningen av skrivstilen. Han utexaminerade snabbt sina elever som lärde ut skrivstilen utanför USA och Spencerian script nådde snart de vanliga skolorna.
Spencer fick själv aldrig uppleva skrivstilens framgång innan han avled 1864, men hans söner tog på sig att förverkliga hans dröm och gjorde detta genom att 1866 postumt publicera och sälja faderns bok Spencerian Key to Practical Penmanship. Spencerian Script blev standard över hela USA och var det fram till 1920-talet, då skrivmaskinens popularitet gjorde att skrivstilen inte längre behövdes. Det ersattes gradvis med Palmer Method som utvecklades av Austin Norman Palmer.